# Tiburonia granrojo
Tiburonia granrojo är en manetart som beskrevs av Matsumoto, Raskoff och Lindsay 2003. Tiburonia granrojo ingår i släktet Tiburonia och familjen Ulmaridae. Inga underarter finns listade i Catalogue of Life.

## Bildgalleri

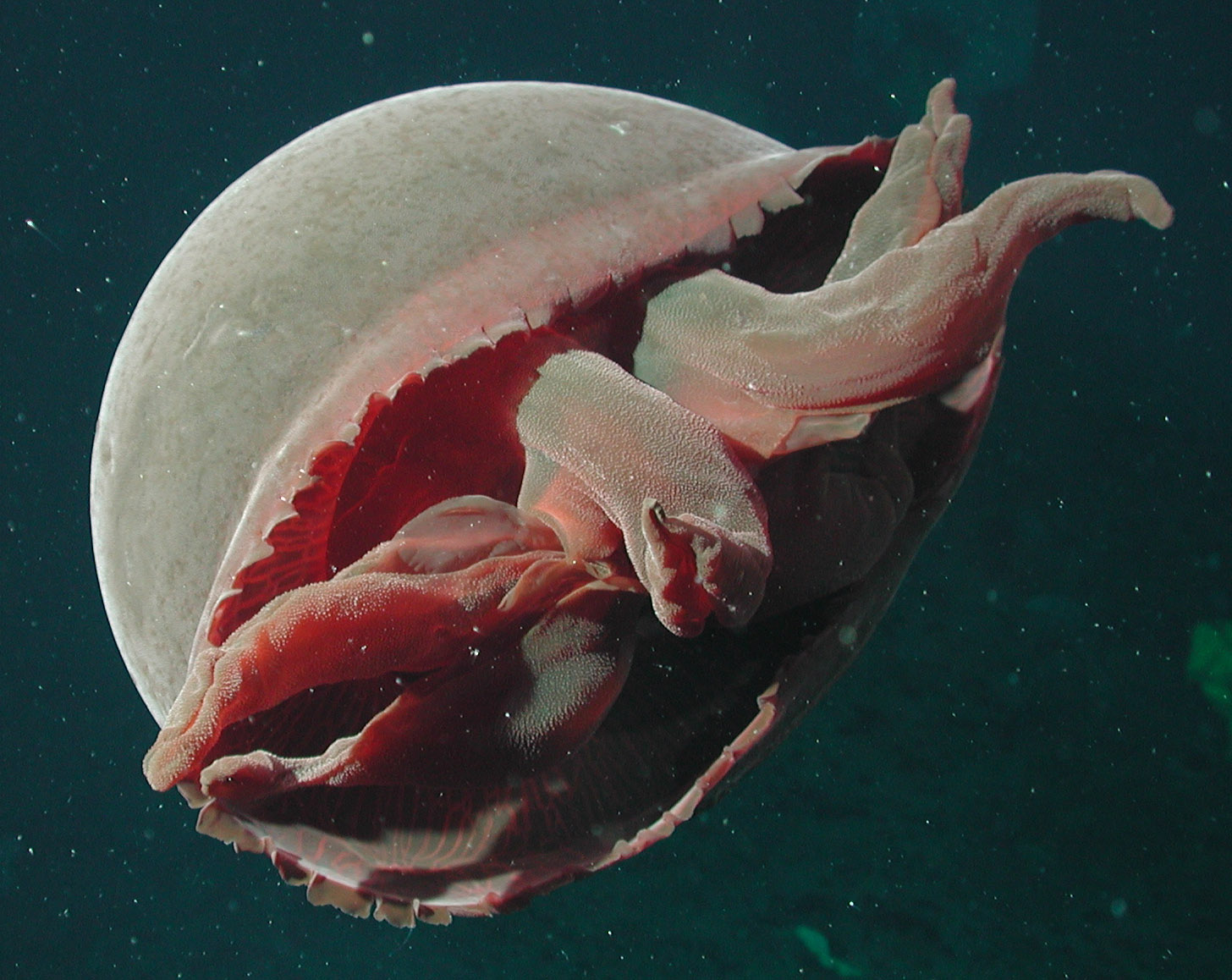
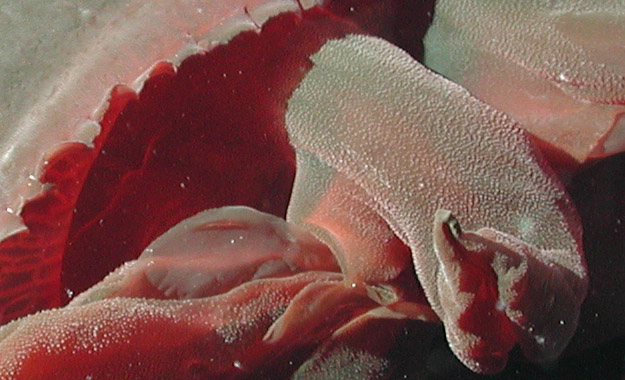
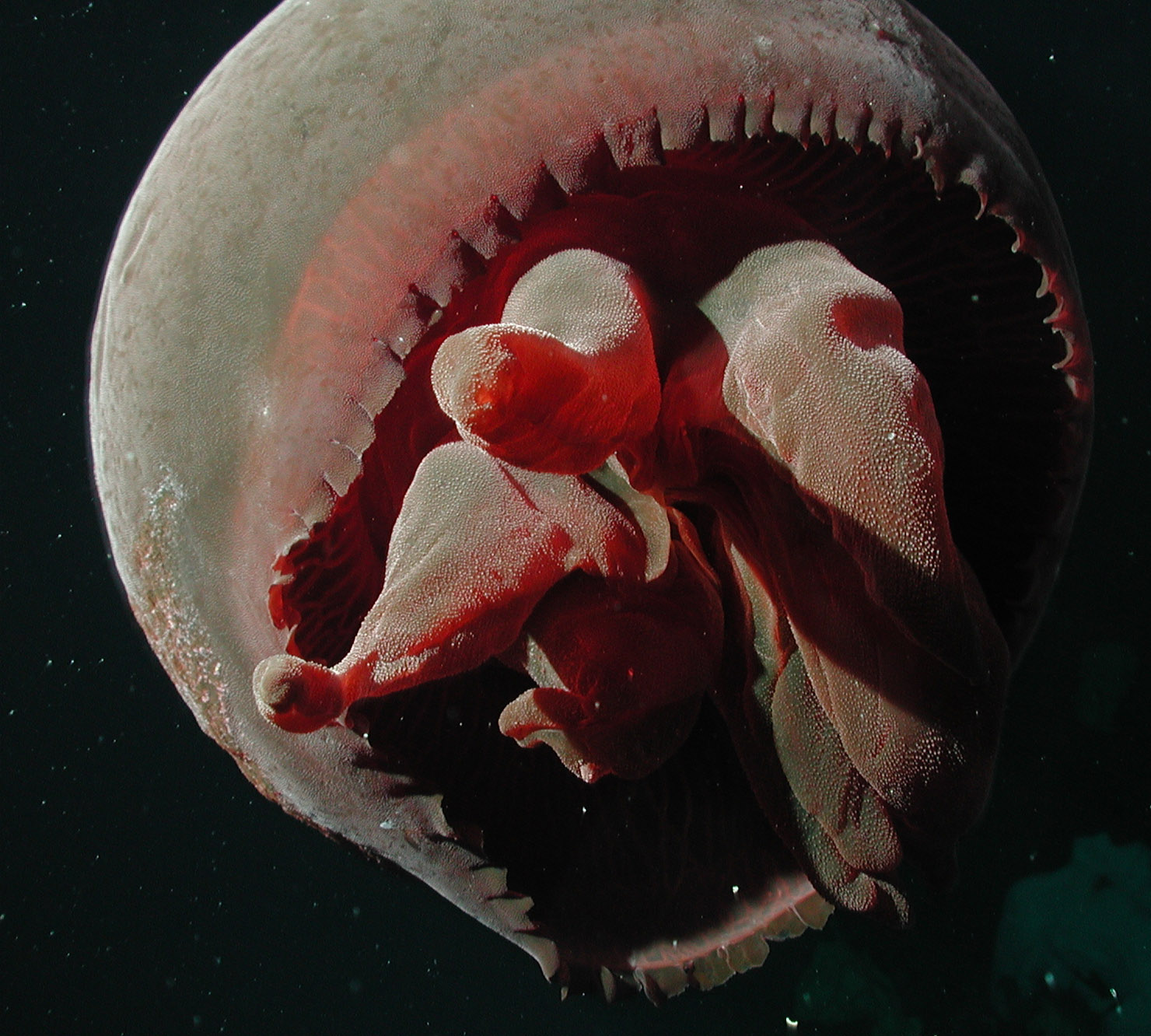
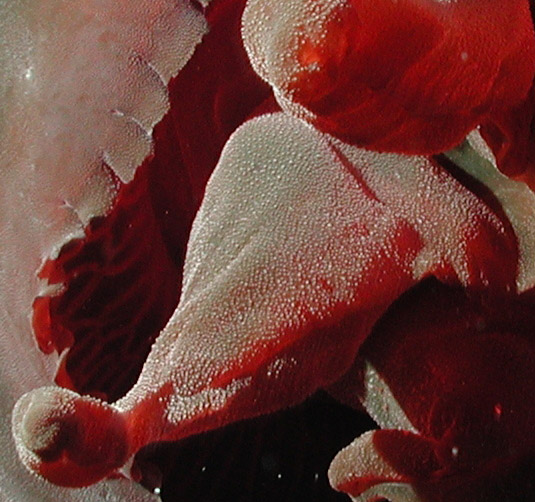